# Valentin Chernikov
Valentin Chernikov (1 de abril de 1937-5 de enero de 2002) fue un deportista soviético que compitió en esgrima, especialista en la modalidad de espada.
Participó en dos Juegos Olímpicos de Verano en los años 1960 y 1964, obteniendo una medalla de bronce en Roma 1960 en la prueba por equipos. Ganó tres medallas en el Campeonato Mundial de Esgrima entre los años 1959 y 1962.

## Palmarés internacional
| Juegos Olímpicos   | Juegos Olímpicos         | Juegos Olímpicos  | Juegos Olímpicos   |
| Año                | Lugar                    | Medalla           | Prueba             |
| ------------------ | ------------------------ | ----------------- | ------------------ |
| 1960               | Roma (Italia)            | Medalla de bronce | Espada por equipos |
| Campeonato Mundial |                          |                   |                    |
| Año                | Lugar                    | Medalla           | Prueba             |
| 1959               | Budapest (Hungría)       | Medalla de plata  | Espada por equipos |
| 1961               | Turín (Italia)           | Medalla de oro    | Espada por equipos |
| 1962               | Buenos Aires (Argentina) | Medalla de bronce | Espada por equipos |